# Saison 2011-2012 du Stade de Reims
Maillots
Chronologie
Saison précédente Saison suivante
La saison 2011-2012 du Stade de Reims voit le club évoluer en Ligue 2 pour la deuxième saison consécutive. Elle est la vingt-neuvième du club champenois en Championnat
Malgré les départs importants de Grzegorz Krychowiak, Thomas Gamiette, Julien Toudic, Ludovic Gamboa et Vincent Gragnic, le club marnais commence le championnat de manière remarquable, grâce notamment à un recrutement intelligent comme le prêt de Kamel Ghilas, et l'impression laissée en deuxième partie de la saison dernière. Avec 3 victoires en autant de matchs (dont 2 contre des clubs précédemment en Ligue 1, l'AS Monaco et le RC Lens), le Stade se retrouve sur la première marche du podium en compagnie du SC Bastia. Lors de la 4e journée de Ligue 2, les coéquipiers de Lucas Deaux battent un autre relégué, l'AC Arles-Avignon (3-2), et s'emparent seuls de la tête du classement. Après avoir connu un léger coup de moins bien à l'automne, le club retrouve sa première place à la suite de la 22e journée et d'un succès de prestige à Guingamp (3-2), sans avoir jamais quitté les trois premières places du classement. À noter enfin le remarquable parcours à domicile des Rouges et Blancs (9 victoires en 10 matches à Delaune). Le Stade de Reims valide finalement sa promotion en Ligue 1 le 11 mai 2012, 33 ans après sa dernière participation au plus haut niveau national, en s'imposant chez l'Amiens SC.

## Effectif

### Transfert

#### Arrivées
| Nom                        | Nationalité   | Transfert | Provenance             | Division     |
| Floyd Ayité                | Togo          | Transfert | Girondins de Bordeaux  | Ligue 1      |
| Kamel Ghilas               | Algérie       | Prêt      | Hull City              | Championship |
| Bocundji Ca                | Guinée-Bissau | Transfert | AS Nancy-Lorraine      | Ligue 1      |
| Yann Benedick              | France        | Transfert | RC Strasbourg          | National     |
| Khalid Sekkat              | Maroc         | Transfert | Wydad Casablanca       | Botolo Pro 1 |
| Cédric Collet              | France        | Transfert | AS Beauvais Oise       | National     |
| Alexi Peuget               | France        | Transfert | RC Strasbourg          | National     |
| Kossingou Josué Balamandji | France        | Transfert | Villemomble Sports     | CFA          |
| Idriss Saadi               | France        | Prêt      | AS Saint-Étienne       | Ligue 1      |
| Quentin Pereira            | France        | Transfert | FC Sochaux-Montbéliard | Ligue 1      |

#### Départs
| Nom                 | Nationalité | Transfert      | Destination           | Division |
| Grzegorz Krychowiak | Pologne     | Retour prêt    | Girondins de Bordeaux | Ligue 1  |
| Julien Toudic       | France      | Retour Prêt    | SM Caen               | Ligue 1  |
| Ludovic Gamboa      | France      | Transfert      | Stade lavallois       | Ligue 2  |
| Vincent Gragnic     | France      | Transfert      | CS Sedan-Ardennes     | Ligue 2  |
| Thomas Gamiette     | France      | Transfert      | Tours FC              | Ligue 2  |
| Maxime Thonnel      | France      | Transfert      | Olympique Saumur FC   | CFA      |
| Frédéric Biancalani | France      | Fin de contrat | -                     | -        |
| Johnny N’Guyen      | France      | Fin de contrat | -                     | -        |
| Emmanuel Martin     | France      | Fin de contrat | -                     | -        |

## Rencontres de la saison

### Matchs amicaux
| Date        | Niveau   | Adversaire | Lieu                       | Score | Buteurs du Stade de Reims |
| ----------- | -------- | ---------- | -------------------------- | ----- | ------------------------- |
| 1er juillet | National | Vannes OC  | Carnac                     | 1 - 2 | Mandi 7e, Tainmont 45+5e  |
| 9 juillet   | Ligue 1  | AJ Auxerre | Épernay                    | 2 - 0 |                           |
| 13 juillet  | Ligue 1  | Lille OSC  | Linselles                  | 1 - 0 | Tainmont                  |
| 16 juillet  | Ligue 2  | Amiens SC  | Pont-Sainte-Maxence        | 0 - 0 |                           |
| 6 janvier   | Ligue 2  | Amiens SC  | Clairefontaine-en-Yvelines | 3 - 2 | Collet, Tainmont          |

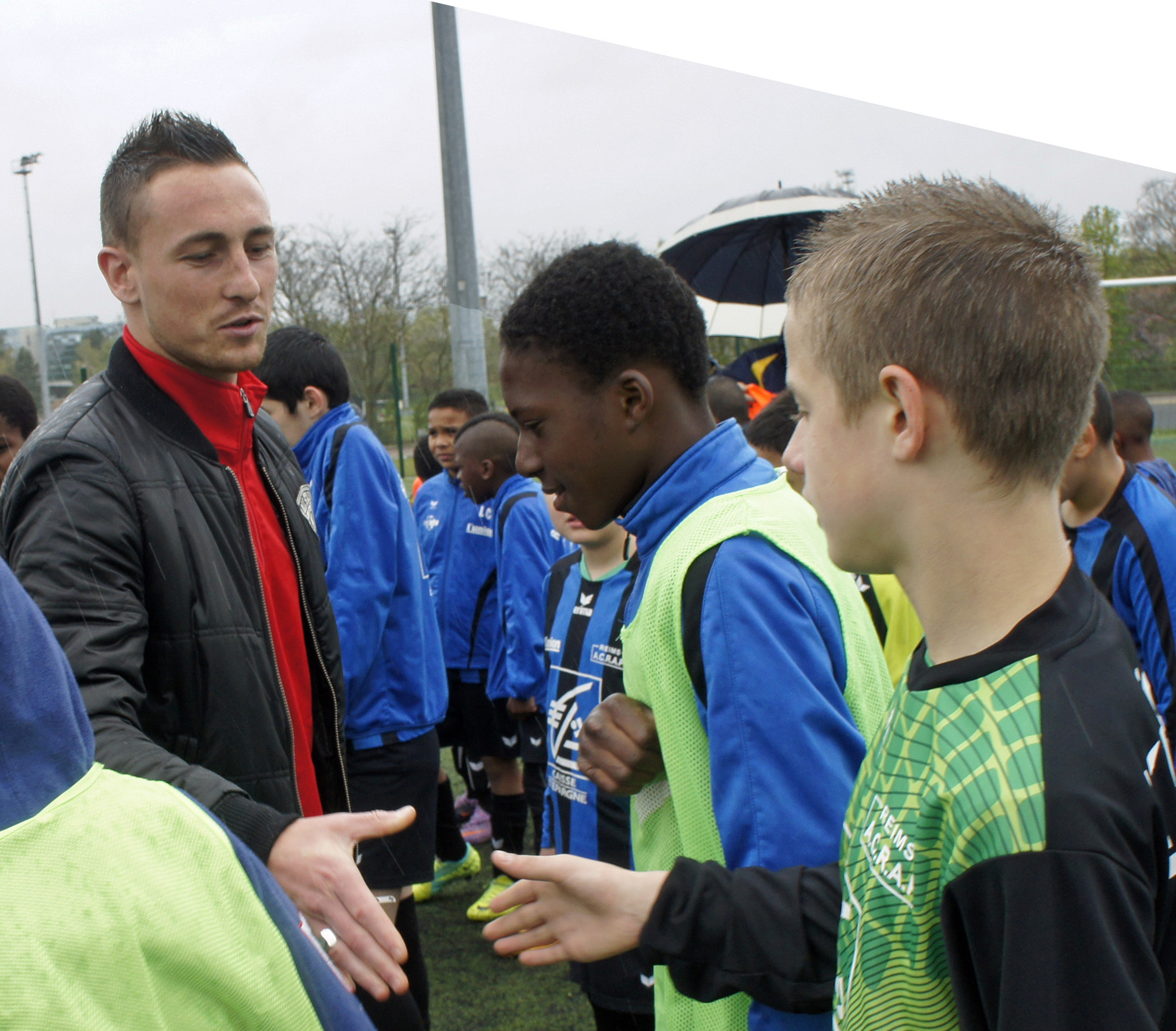
Gaetan Courtet avec les jeunes du quartier Croix-Rouge de Reims.
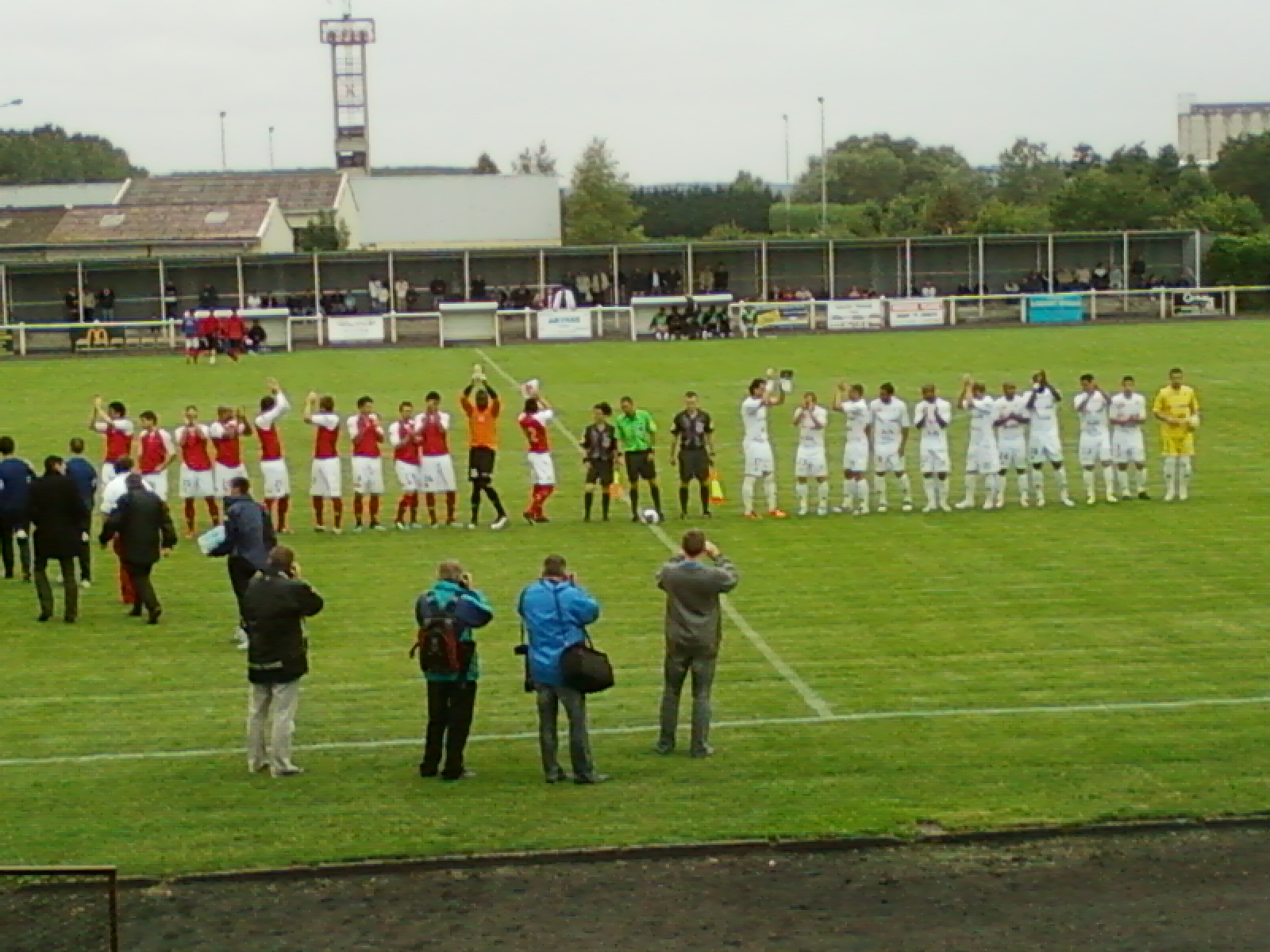
Le Stade (en rouge) lors du match amical contre l'Amiens SC du 16 juillet 2011 à Pont-Sainte-Maxence.

### Ligue 2
| Date         | Journée | Adversaire        | Lieu  | Score | Buteurs du Stade de Reims             | Place | Affluence |
| ------------ | ------- | ----------------- | ----- | ----- | ------------------------------------- | ----- | --------- |
| 30 juillet   | 1       | RC Lens           | Ext.  | 0 - 2 | Tainmont 14e, Fauré 35e (pen.)        | 3e    | 23 495    |
| 5 août       | 2       | Amiens SC         | Dom.. | 1 - 0 | Weber 72e                             | 3e    | 9 537     |
| 15 août      | 3       | AS Monaco FC      | Ext.  | 1 - 2 | Amalfitano 35e, Ghilas 48e            | 2e    | 6 617     |
| 19 août      | 4       | AC Arles-Avignon  | Dom.  | 3 - 2 | Ghilas 17e, Deaux 61e, Amalfitano 64e | 1er   | 11 877    |
| 26 août      | 5       | SCO Angers        | Ext.  | 0 - 0 |                                       | 1er   | 5 809     |
| 9 septembre  | 6       | EA Guingamp       | Dom.  | 2 - 1 | Fauré 66e 73e                         | 1er   | 11 839    |
| 16 septembre | 7       | Stade lavallois   | Ext.  | 3 - 2 | Ghilas 19e 47e                        | 2e    | 4 888     |
| 20 septembre | 8       | SC Bastia         | Dom.  | 1 - 0 | Ghilas 22e                            | 1er   | 11 191    |
| 26 septembre | 9       | CS Sedan Ardennes | Ext.  | 1 - 0 |                                       | 1er   | 10 686    |
| 30 septembre | 10      | LB Châteauroux    | Dom.  | 2 - 0 | Fauré 5e, Tainmont 78e                | 1er   | 10 374    |
| 14 octobre   | 11      | Tours FC          | Ext.  | 1 - 1 | Amalfitano 73e                        | 1er   | 7 734     |
| 21 octobre   | 12      | Le Mans FC        | Dom.  | 1 - 1 | Fortes 34e                            | 1er   | 11 710    |
| 28 octobre   | 13      | FC Metz           | Ext.  | 1 - 0 |                                       | 2e    | 9 467     |
| 5 novembre   | 14      | FC Istres         | Dom.  | 2 - 1 | Ghilas 34e, Fauré 89e (pen.)          | 2e    | 10 157    |
| 28 novembre  | 15      | Clermont FA       | Ext.  | 1 - 0 |                                       | 2e    | 9 506     |
| 5 décembre   | 16      | FC Nantes         | Dom.  | 3 - 1 | Fauré 39e 84e, Ghilas 59e (pen.)      | 2e    | 9 879     |
| 16 décembre  | 17      | ES Troyes AC      | Ext.  | 1 - 0 |                                       | 2e    | 18 613    |
| 20 décembre  | 18      | Le Havre AC       | Dom.  | 2 - 1 | Ca 30e, Weber 33e                     | 2e    | 9 878     |
| 14 janvier   | 19      | US Boulogne CO    | Ext.  | 0 - 0 |                                       | 2e    | 7 194     |
| 18 janvier   | 20      | AC Arles-Avignon  | Ext.  | 2 - 2 | Mandi 15e, Ghilas 63e                 | 3e    | 1 864     |
| 28 janvier   | 21      | SCO Angers        | Dom.  | 3 - 0 | Glombard 26e, Fauré 44e, Ghilas 81e   | 2e    | 10 211    |
| 4 février    | 22      | EA Guingamp       | Ext.  | 2 - 3 | Glombard 47e, Ghisolfi 45e, Ayité 57e | 1er   | 8 680     |
| 17 février   | 23      | SC Bastia         | Ext.  | 1 - 0 |                                       | 2e    | 10 941    |
| 24 février   | 24      | CS Sedan Ardennes | Dom.  | 1 - 2 | Ghilas 9e                             | 2e    | 17 581    |
| 2 mars       | 25      | LB Châteauroux    | Ext.  | 1 - 1 | Ghilas 20e                            | 2e    | 5 974     |
| 9 mars       | 26      | Tours FC          | Dom.  | 2 - 3 | Ayité 52e, Ghilas 74e                 | 3e    | 10 498    |
| 13 mars      | 23→27   | Stade lavallois   | Dom.  | 1 - 1 | Tainmont 37e                          | 3e    | 9 083     |
| 16 mars      | 28      | Le Mans FC        | Ext.  | 2 - 3 | Saadi 85e                             | 3e    | 5 534     |
| 23 mars      | 29      | FC Metz           | Dom.  | 3 - 0 | Fauré 3e (pen.), Ghilas 8e, Fauré 25e | 2e    | 13 498    |
| 30 mars      | 30      | FC Istres         | Ext.  | 1 - 1 | Tainmont 29e                          | 2e    | 2 653     |
| 6 avril      | 31      | Clermont FA       | Dom.  | 2 - 2 | Ayité 45e, Fauré 85e                  | 2e    | 14 739    |
| 16 avril     | 32      | FC Nantes         | Ext.  | 2 - 0 | ´                                     | 2e    | 11 774    |
| 20 avril     | 33      | ES Troyes AC      | Dom.  | 1 - 0 | Fauré 90+4e                           | 2e    | 16 802    |
| 27 avril     | 34      | Le Havre AC       | Ext.  | 1 - 1 | Genton 88e (csc)                      | 2e    | 9 408     |
| 1er mai      | 35      | US Boulogne CO    | Dom.  | 3 - 2 | Fortes 5e, Courtet 83e 88e            | 2e    | 14 373    |
| 7 mai        | 36      | AS Monaco FC      | Dom.  | 2 - 0 | Fauré 2e, Weber 71e                   | 2e    | 20 321    |
| 11 mai       | 37      | Amiens SC         | Ext.  | 0 - 2 | Fauré 37e, Ghilas 88e                 | 2e    | 11 765    |
| 18 mai       | 38      | RC Lens           | Dom.  | 1 - 1 | Fauré 83e (pen.)                      | 2e    | 20 611    |

Classement de la Ligue 2
| Rang | Équipe   | Pts | J  | G  | N  | P  | Bp | Bc | Diff |
| ---- | -------- | --- | -- | -- | -- | -- | -- | -- | ---- |
| 1    | Bastia P | 71  | 38 | 21 | 9  | 8  | 61 | 36 | +25  |
| 2    | Reims    | 65  | 38 | 18 | 11 | 9  | 54 | 37 | +17  |
| 3    | Troyes   | 64  | 38 | 17 | 13 | 8  | 45 | 35 | +10  |
| 4    | Sedan    | 59  | 38 | 15 | 14 | 9  | 56 | 45 | +11  |
| 5    | Clermont | 58  | 38 | 15 | 13 | 10 | 48 | 39 | +9   |

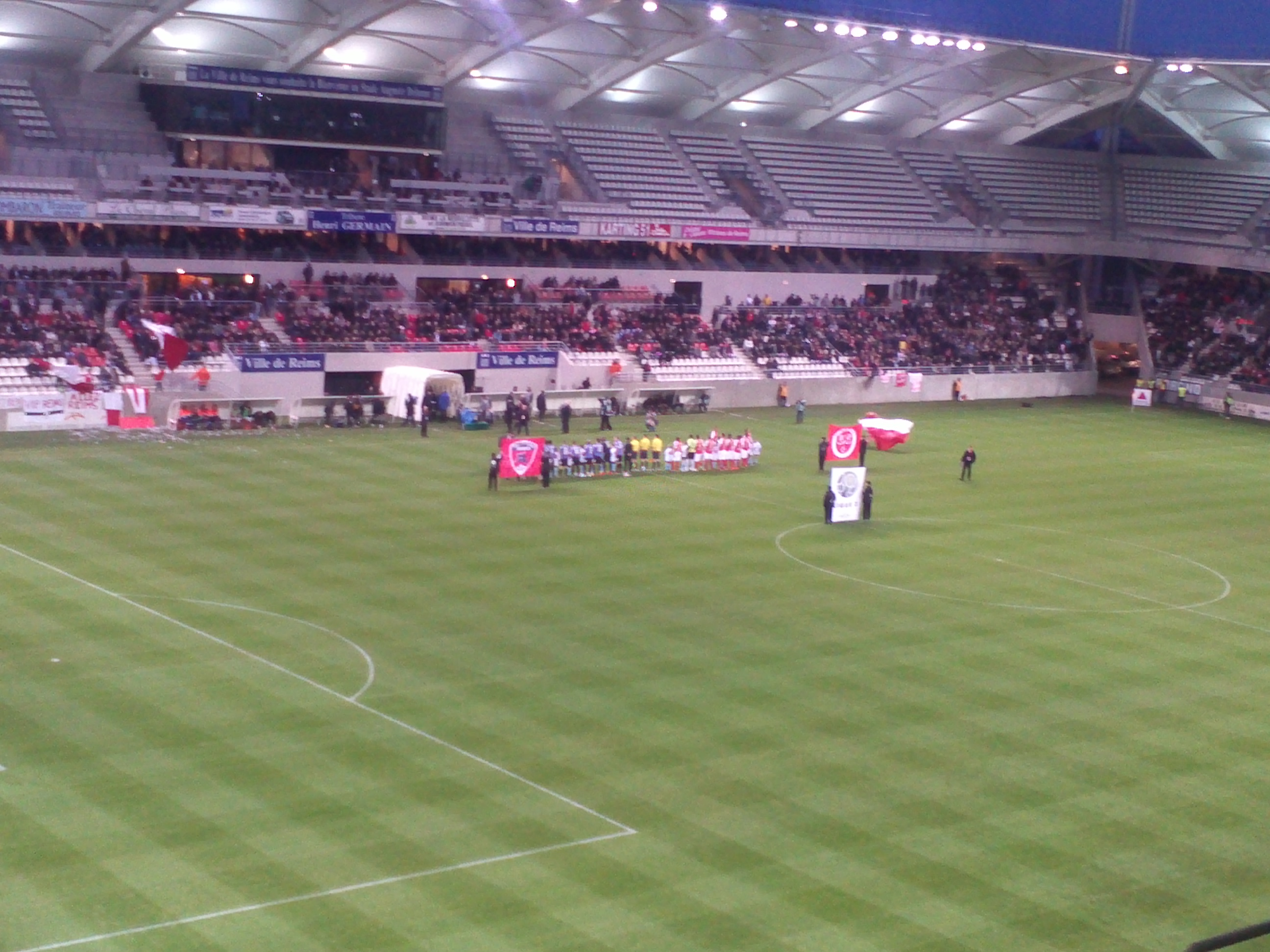
Présentation des équipes lors du match Stade de Reims - Clermont du 9 avril 2012 au Stade Auguste-Delaune
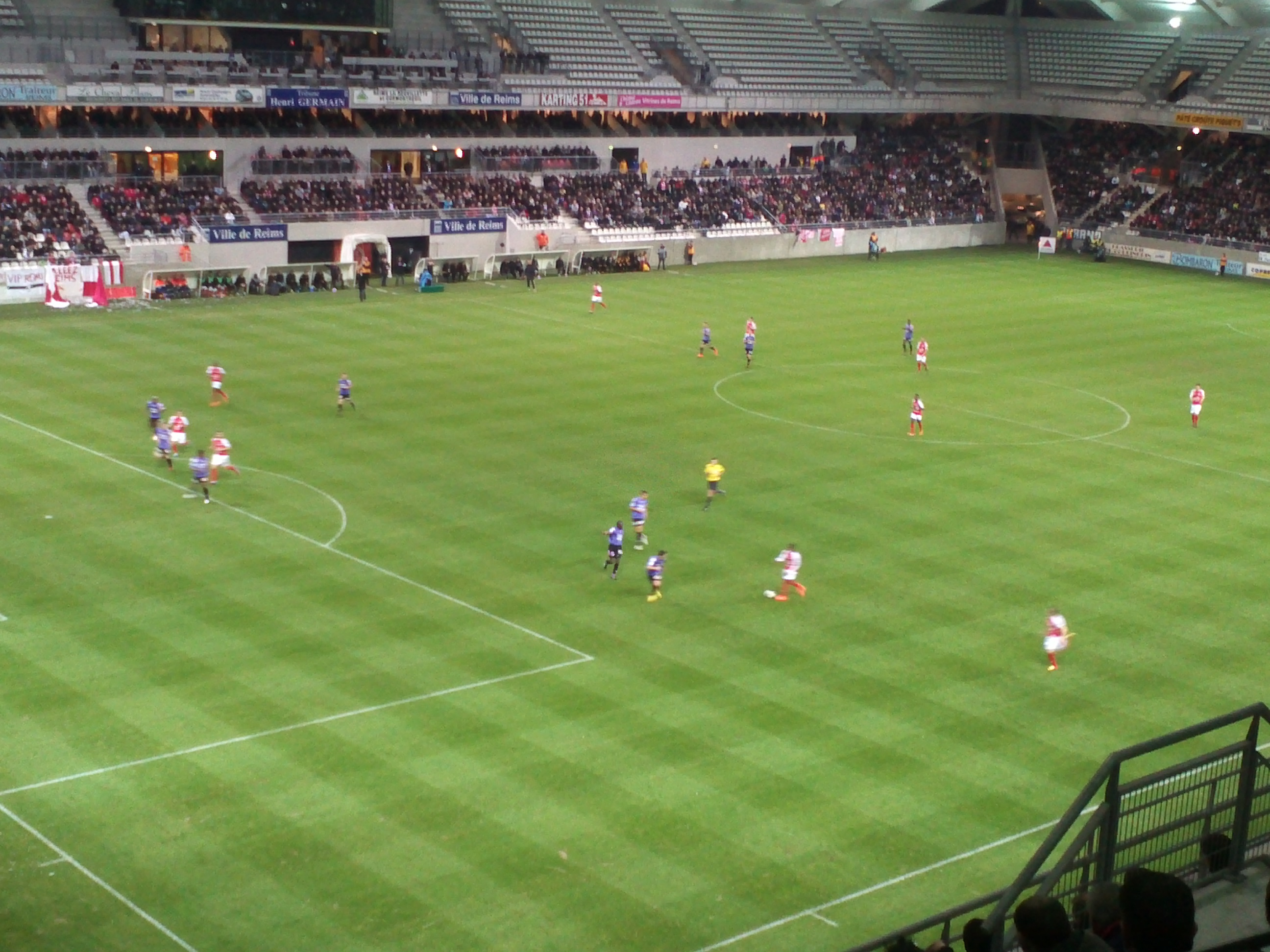
Scène du match Stade de Reims - Clermont
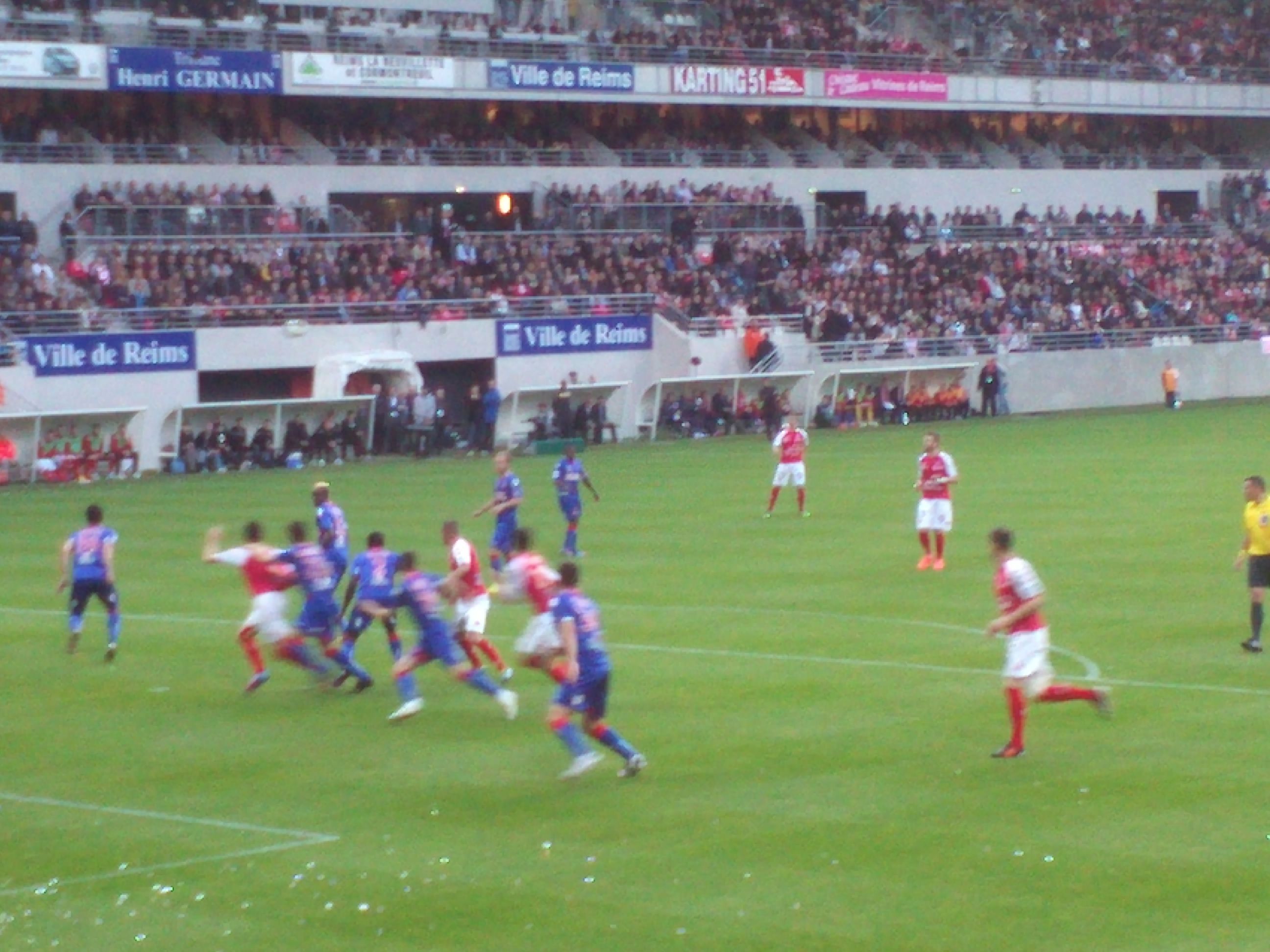
Coup franc amenant le but de Cédric Fauré face à Monaco
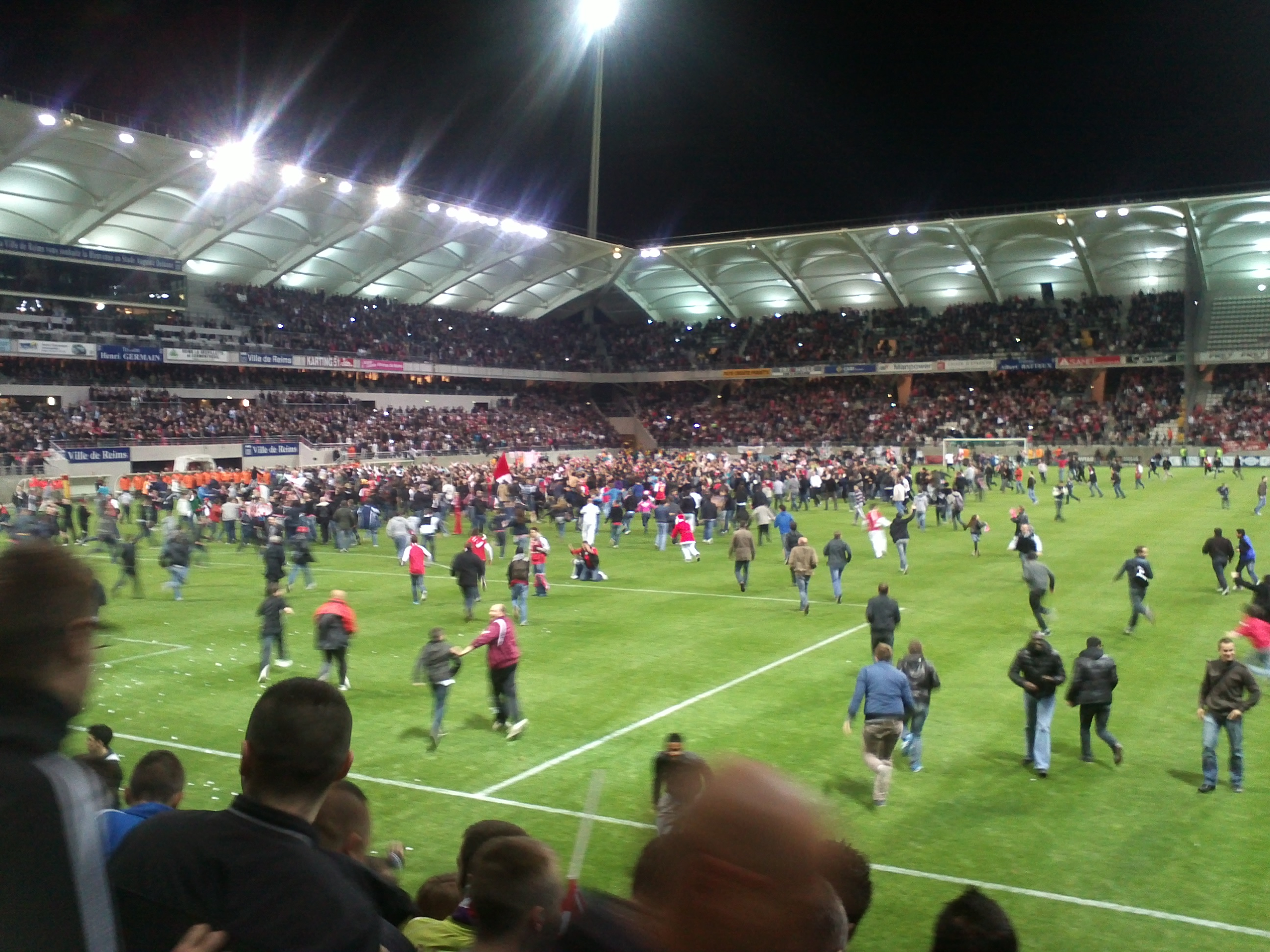
Envahissement du terrain après le match Reims-Monaco

### Coupe de France
| Date        | Tour    | Adversaire       | Lieu | Score | Buteurs du Stade de Reims | Affluence |
| ----------- | ------- | ---------------- | ---- | ----- | ------------------------- | --------- |
| 19 novembre | 7e tour | ASI Avenir (D10) | Ext. | 0 - 2 | Courtet 19e, Peuget 25e   | 2 400     |
| 11 décembre | 8e tour | AS Marck (D5)    | Ext. | 2 - 1 | Courtet 17e               | 800       |

### Coupe de la Ligue
| Date       | Tour     | Adversaire | Lieu | Score     | Buteurs du Stade de Reims | Affluence |
| ---------- | -------- | ---------- | ---- | --------- | ------------------------- | --------- |
| 22 juillet | 1er tour | FC Nantes  | Dom. | 0 - 1a.p. |                           | 5 919     |

## Statistiques

### Buteurs enLigue 2
| Place | Joueur               | Matchs joués | Buts |
| ----- | -------------------- | ------------ | ---- |
| 1     | Cédric Fauré         | 35           | 15   |
| 2     | Kamel Ghilas         | 35           | 14   |
| 3     | Clément Tainmont     | 32           | 4    |
| 4     | Floyd Ayité          | 18           | 3    |
| -     | Romain Amalfitano    | 26           | 3    |
| -     | Anthony Weber        | 38           | 3    |
| 7     | Gaëtan Courtet       | 14           | 2    |
| -     | Odaïr Fortes         | 25           | 2    |
| -     | Christopher Glombard | 30           | 2    |
| 10    | Idriss Saadi         | 10           | 1    |
| -     | Florent Ghisolfi     | 20           | 1    |
| -     | Aïssa Mandi          | 26           | 1    |
| -     | Lucas Deaux          | 31           | 1    |
| -     | Bocundji Ca          | 35           | 1    |

### Passeurs enLigue 2
| Place | Joueur            | Matchs joués | Passes décisives |
| ----- | ----------------- | ------------ | ---------------- |
| 1     | Odaïr Fortes      | 25           | 7                |
| 2     | Clément Tainmont  | 32           | 6                |
| 3     | Romain Amalfitano | 26           | 5                |
| 4     | Floyd Ayité       | 18           | 4                |
| 5     | Kamel Ghilas      | 35           | 3                |
| 6     | Aissa Mandi       | 26           | 2                |
| 7     | Quentin Pereira   | 6            | 1                |
| -     | Cédric Collet     | 9            | 1                |
| -     | Alexi Peuget      | 12           | 1                |
| -     | Lucas Deaux       | 31           | 1                |
| -     | Cédric Fauré      | 35           | 1                |
| -     | Kossi Agassa      | 35           | 1                |
| -     | Mickaël Tacalfred | 38           | 1                |

### Cartons

#### Cartons Jaunes
| Place | Joueur               | Matchs joués | Cartons Jaunes |
| ----- | -------------------- | ------------ | -------------- |
| 1     | Lucas Deaux          | 31           | 8              |
| 2     | Anthony Weber        | 38           | 7              |
| 3     | Clément Tainmont     | 32           | 6              |
| -     | Mickaël Tacalfred    | 38           | 6              |
| 5     | Florent Ghisolfi     | 20           | 5              |
| -     | Christopher Glombard | 30           | 5              |
| 7     | Alexi Peuget         | 12           | 4              |
| -     | Floyd Ayité          | 18           | 4              |
| -     | Aïssa Mandi          | 26           | 4              |
| -     | Bocundji Ca          | 35           | 4              |
| 11    | Khalid Sekkat        | 19           | 3              |
| -     | Odaïr Fortes         | 25           | 3              |
| -     | Kamel Ghilas         | 35           | 3              |
| -     | Cédric Fauré         | 35           | 3              |
| 15    | Matthieu Fontaine    | 8            | 2              |
| -     | Romain Amalfitano    | 26           | 2              |
| -     | Kossi Agassa         | 35           | 2              |
| 18    | Joachim Ichane       | 2            | 1              |

#### Cartons Rouges
| Place | Joueur            | Matchs joués | Cartons Rouges |
| ----- | ----------------- | ------------ | -------------- |
| 1     | Joachim Ichane    | 2            | 1              |
| -     | Matthieu Fontaine | 8            | 1              |
| -     | Odaïr Fortes      | 25           | 1              |
| -     | Clément Tainmont  | 32           | 1              |